# Хималајски црни медвед
Хималајски мрки медвед (лат. Ursus thibetanus laniger) подрврста је азијског црног медведа која настањује Хималаје, Непал, Кину и Индију.
Овај медвед се разликује од U. t. thibetanus по својој тежини, дебљини крзна и белој мрљи на грудима. Током лета, хималајски црни медвед се може наћи у топлим подручјима у Непалу, Кини, Русији и на Тибету на висинама од 3.000 до 3.600 метара у близини линије дрвећа. Просечна дужина хималајског црног медведа је од 142 до 165 центиметара од носа до репа, а тежина од 90 од 120 килограма, иако може бити тежак чак 400 килограма у јесен, кад се угоји за хибернацију.